# الغيضة

تعديل مصدري - تعديل

الغيضة هي مدينة يمنية تتبع محافظة المهرة، بلغ تعداد سكانها 13475 نسمة حسب الإحصاء الذي أجري عام 2004.

## المناخ
يظهر الجدول التالي التغييرات المناخية على مدار السنة لالغيضة:
| البيانات المناخية لـالغيضة        | البيانات المناخية لـالغيضة | البيانات المناخية لـالغيضة | البيانات المناخية لـالغيضة | البيانات المناخية لـالغيضة | البيانات المناخية لـالغيضة | البيانات المناخية لـالغيضة | البيانات المناخية لـالغيضة | البيانات المناخية لـالغيضة | البيانات المناخية لـالغيضة | البيانات المناخية لـالغيضة | البيانات المناخية لـالغيضة | البيانات المناخية لـالغيضة | البيانات المناخية لـالغيضة |
| الشهر                             | يناير                      | فبراير                     | مارس                       | أبريل                      | مايو                       | يونيو                      | يوليو                      | أغسطس                      | سبتمبر                     | أكتوبر                     | نوفمبر                     | ديسمبر                     | المعدل السنوي              |
| --------------------------------- | -------------------------- | -------------------------- | -------------------------- | -------------------------- | -------------------------- | -------------------------- | -------------------------- | -------------------------- | -------------------------- | -------------------------- | -------------------------- | -------------------------- | -------------------------- |
| متوسط درجة الحرارة الكبرى °م (°ف) | 27.8 (82.0)                | 28.2 (82.8)                | 30.6 (87.1)                | 32.6 (90.7)                | 34.7 (94.5)                | 35.1 (95.2)                | 32.7 (90.9)                | 32.3 (90.1)                | 32.6 (90.7)                | 31.9 (89.4)                | 30.5 (86.9)                | 28.5 (83.3)                | 31.5 (88.6)                |
| المتوسط اليومي °م (°ف)            | 22.7 (72.9)                | 23.4 (74.1)                | 25.6 (78.1)                | 27.7 (81.9)                | 30.1 (86.2)                | 30.7 (87.3)                | 28.9 (84.0)                | 28.3 (82.9)                | 28.4 (83.1)                | 26.8 (80.2)                | 25.1 (77.2)                | 23.6 (74.5)                | 26.8 (80.2)                |
| متوسط درجة الحرارة الصغرى °م (°ف) | 17.6 (63.7)                | 18.7 (65.7)                | 20.7 (69.3)                | 22.9 (73.2)                | 25.5 (77.9)                | 26.4 (79.5)                | 25.1 (77.2)                | 24.4 (75.9)                | 24.3 (75.7)                | 21.7 (71.1)                | 19.8 (67.6)                | 18.7 (65.7)                | 22.2 (71.9)                |
| الهطول مم (إنش)                   | 8 (0.3)                    | 4 (0.2)                    | 6 (0.2)                    | 9 (0.4)                    | 1 (0.0)                    | 1 (0.0)                    | 3 (0.1)                    | 3 (0.1)                    | 0 (0)                      | 2 (0.1)                    | 7 (0.3)                    | 7 (0.3)                    | 51 (2)                     |
| المصدر: Climate-Data.org          |                            |                            |                            |                            |                            |                            |                            |                            |                            |                            |                            |                            |                            |

## الأحياء والحارات
| الحارة | عدد المساكن | عدد الأسر | الذكور | الأناث | الإجمالي |
| ------ | ----------- | --------- | ------ | ------ | -------- |